# Mundia (geslacht)
Mundia is een uitgestorven geslacht van vogels uit de familie van de rallen, koeten en waterhoentjes (Rallidae). De wetenschappelijke naam van het geslacht is voor het eerst geldig gepubliceerd in 2003 door Bourne, Ashmole en Simmons.

## Soorten
De volgende soort is bij het geslacht ingedeeld:
- † Mundia elpenor – Ascensionral